# 密厳院 (大田区)
密厳院（みつごんいん）は、東京都大田区にある真言宗智山派の寺院。山号は八幡山。本尊は不動明王。

## 歴史
1448年（文安5年）、運誉によって開山された。かつての境内は大変広く、400m離れた鷲神社の辺りも境内に含まれていたという。
境内には「お七地蔵」と呼ばれる地蔵菩薩像がある。1683年（天和3年）に放火の罪で火刑に処せられた八百屋お七を供養するために建てられた地蔵である。台石の銘文によれば、お七処刑からわずか2年後の1685年（貞享2年）に、お七が住んでいたという武蔵国豊島郡小石川村の念仏講が建てたものである。元々は鈴ヶ森刑場にあったが、一夜にして当院に飛んできたという「一夜地蔵」の伝説もある。

## 墓所
- 池田子之吉 - 実業家

## 交通
- 京浜急行電鉄「大森海岸駅」より徒歩で約5分。